# Don't start now
〈Don't start now〉는 대한민국의 가수 보아가 일본에서 발매한 싱글이다. 첫 정규 앨범 《LISTEN TO MY HEART》의 4번째 곡으로 수록되었던 곡을 싱글로 발매한 리컷 싱글이다.
〈Don't start now〉는 2001년 한국에서 발매한 스페셜 앨범 《Don't start now - Jumping into the World》의 타이틀 곡으로, 2002년 앨범 《LISTEN TO MY HEART》에 일본어 버전으로 수록된 뒤 싱글로까지 발매되었다. 5만장으로 한정 판매되었으며, 5번째 싱글 〈Every Heart-ミンナノキモチ-〉에 이어 발매된 싱글이지만 정규 싱글이 아니기 때문에 보아의 6번째 싱글이라고 부르지 않는다. 커플링 곡은 신곡 없이, 〈Don't start now〉의 영어·한국어 버전과 〈ID; Peace B〉의 리믹스 버전이 수록되었다.

## 트랙리스트
CD
1. Don't start now
2. Don't start now（English Version）
3. Don't start now（Korean Version）
4. ID; Peace B（Jonathan Peters' Mix）
5. Don't start now（Instrumental）